# Протикорабельна ракета

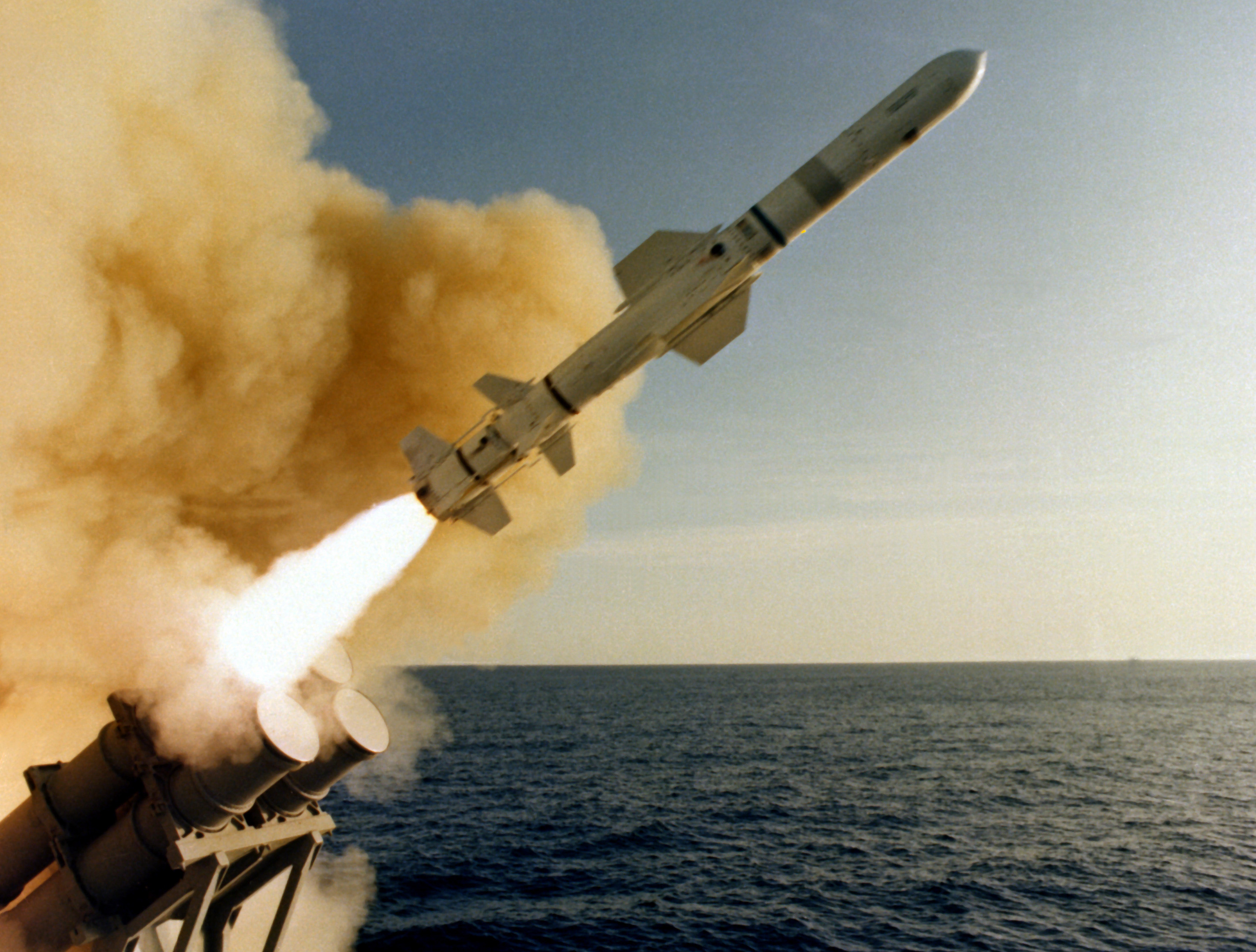
Запуск американської протикорабельної ракети «Гарпун» з борту лідера есмінців USS «Лехі» (1 квітня 1983).

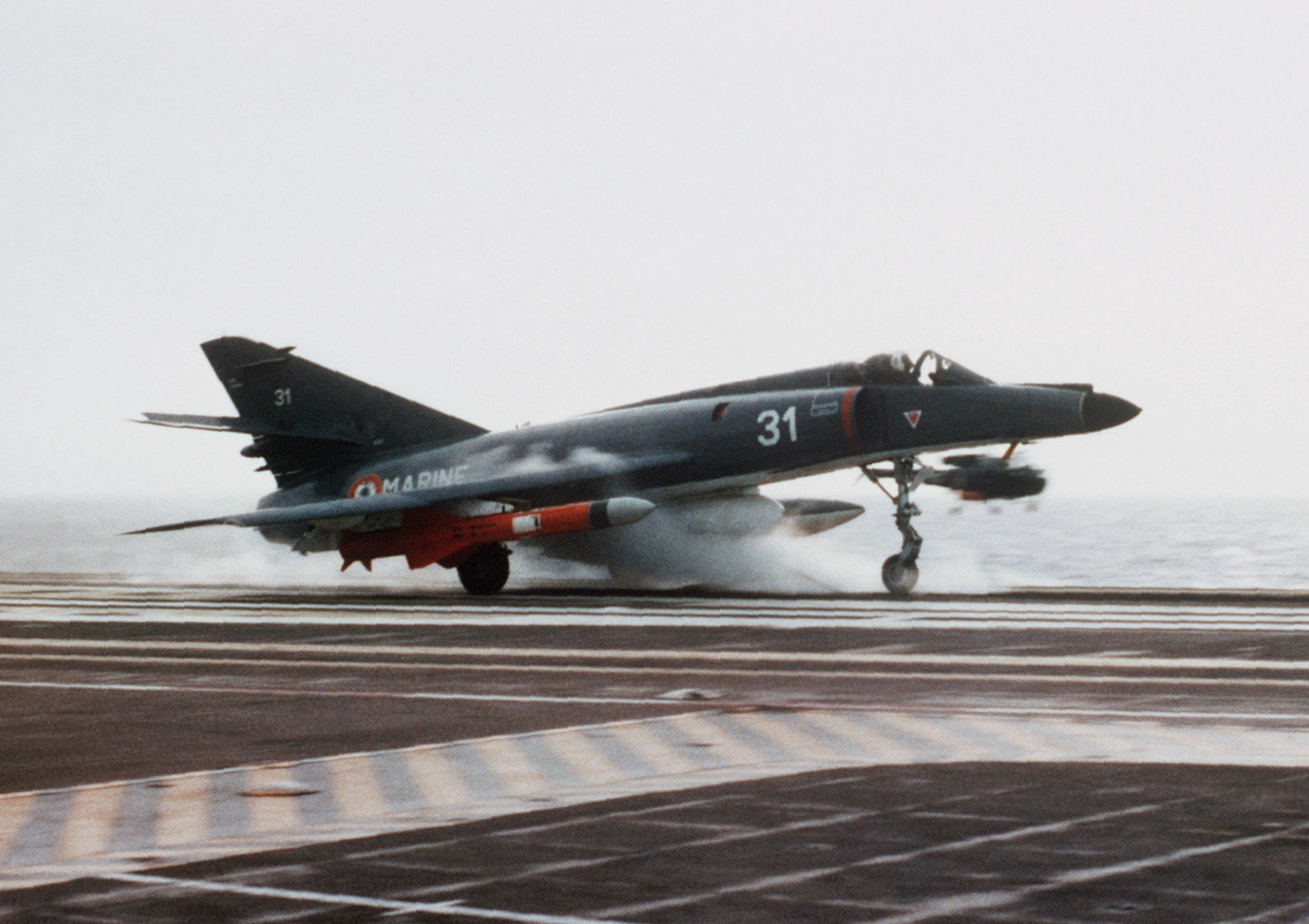
Французький ударний винищувач «Супер Етендар» з протикорабельною ракетою AM39 Exocet злітає з борту авіаносця «Фош» (R99) (8 січня 1983).

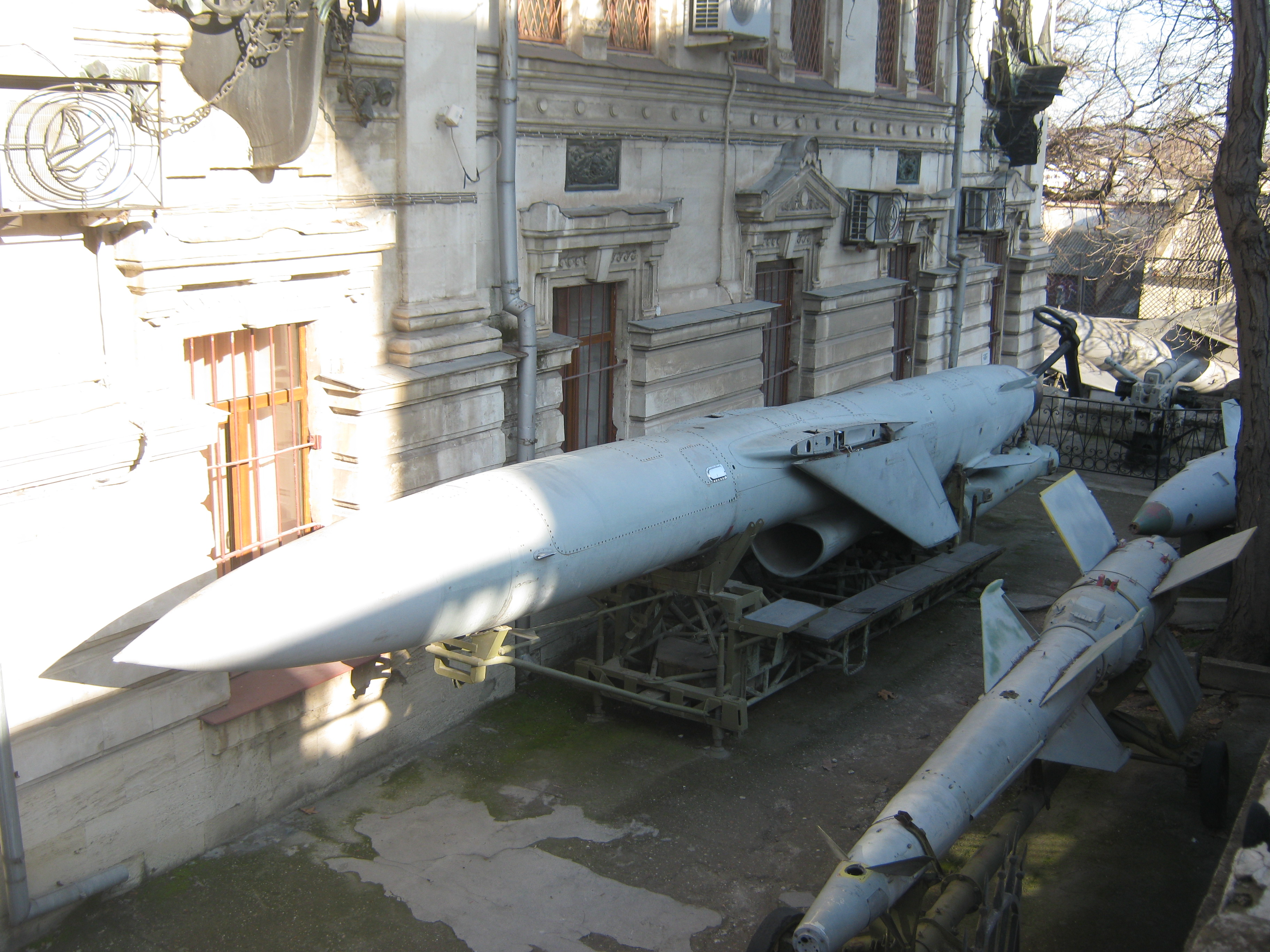
Радянська протикорабельна ракета П-35 на експозиції Військово-історичного музею Чорноморського флоту в Севастополі (2014).

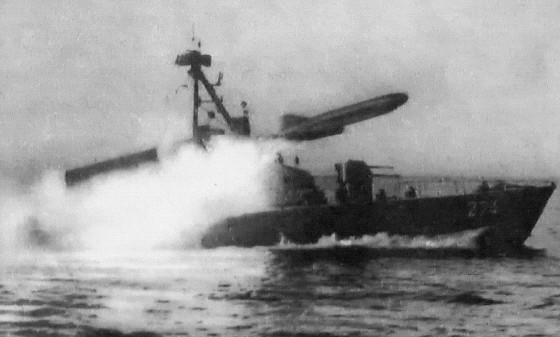
Пуск радянської протикорабельної ракети П-15 «Терміт» з ракетного катеру проекту 183-Р (1974).

Протикорабельна ракета (ПКР) — різновид керованої ракетної зброї призначеної для ураження бойових кораблів та суден, які зазвичай встановлюються на кораблях військово-морських сил. Носіями протикорабельних ракет також є літаки і вертольоти, що здебільшого розташовуються на бойових кораблях, та берегові ракетні комплекси.
Сучасні протикорабельні ракети входять до складу протикорабельних ракетних комплексів, разом з носіями (корабель, підводний човен, літак, вертоліт, берегова рухома установка), пусковою установкою, комплексом наведення та керування. Залежно від типу носія бувають ракети типу: «поверхня — поверхня», «повітря — поверхня» та інші. Переважна більшість сучасних протикорабельних ракет використовує активне радіолокаційне самонаведення та інерціальну навігацію під час польоту до цілі на надмалих висотах, що не дозволяє пасивним системам захисту кораблів їх своєчасно виявляти. Існують ракети з інфрачервоною головкою самонаведення, котра працює за принципом перехоплення інфрачервоного випромінення, яке створюється ціллю, що захоплюється; також є ракети, які наводяться на кораблі та судна у спосіб радіо наведення.

## Історія
Перші зразки керованих крилатих ракет з'явилися ще в роки Другої світової війни. Від усіх попередніх звичних бойових засобів вони відрізнялися спроможністю доправляти великі заряди вибухових речовин (ВР) на далекі відстані за рахунок тяги реактивного двигуна і підіймальної сили крила.
Першими, спеціалізовану протикорабельну зброю створили німці. Рівнобіжно з розробкою крилатої ракети V-1, для завдавання ударів по наземних майданних цілях розроблялися авіаційні ракети для стрільби по надводних кораблях. Наприклад, для нападу на конвої з повітря, німецька фірма «Хеншель» розробила ціле сімейство крилатих ракет, пуски яких по надводних цілях могли здійснюватися бомбардувальниками без заходу в зону протиповітряної оборони конвоїв, що підвищувало невразливість атакувальних літаків. 1943 року ними вперше була успішно застосована планерувальна бомба/ракета Henschel Hs 293. Керована з борта літака-носія, бомба запускалася за межами радіуса ефективної дії, принаймні малокаліберної зенітної артилерії противника. За допомогою Hs 293 Люфтваффе вдалося потопити чи важко пошкодити щонайменше 31 бойовий корабель союзників на Середземноморському театрі війни. Ще більше семи було потоплене або пошкоджене керованою ракетою Fritz X в 1943—1944 роках, зокрема італійський лінійний корабель «Рома» та американський легкий крейсер «Саванна». Проте розвиток засобів РЕБ та удосконалення ППО поклало край їхньому застосуванню.
1945 року, ВМС США в рамках програми SWOD розробили безпосереднього попередника сучасних протикорабельних крилатих ракет — самонавідну планерувальну бомбу ASM-N-2 Bat. Бомба наводилася на ціль за допомогою активної радіолокаційної головки самонаведення і могла уразити ціль з відстані в 32 кілометри. У січні 1945 року її взяли на озброєння і вона застосовувалась з відносним успіхом під час бойових дій на Тихому океані, але швидке закінчення війни і майже повне припинення японського судноплавства, завадило її широкому застосуванню.

## Перебіг розвитку
Протикорабельні ракети часів Другої світової війни — німецька «Хеншель» Hs293, японська «Окка» — були ракетами повітряного базування, які скидалися з бомбардувальників чи торпедоносців. Розробки ПКР морського базування розпочалися в 1950-х рр., і насамперед в колишньому Радянському Союзі. Американська військова думка була занадто зосереджена на можливостях ядерної зброї, вважаючи її «абсолютною» на землі, на морі та в повітрі. Радянське ж керівництво вважало за потрібне мати на озброєнні флоту спеціалізовану протикорабельну зброю. Протикорабельні ракети на озброєнні ВМФ СРСР були покликані врівноважити величезну перевагу НАТО в чисельності надводних кораблів.
У другій половині 1950-х рр. у СРСР створена протикорабельна ракета П-15 «Терміт» контейнерного зберігання, яка могла бути встановлена на будь-який надводний корабель або катер. Через прийняття на озброєння країн НАТО зенітно-ракетних комплексів корабельного базування, радянські ПКР вже не могли долати ППО ймовірного противника, отже радянське керівництво ухвалило рішення про розробку протикорабельних ракет з надзвуковою швидкістю польоту.
Внаслідок появи в середині 1950-х зенітних ракет корабельного базування, на зразок RIM-2 Terrier і RIM-8 Talos, дієвість дозвукових протикорабельних ракет істотно знизилася і в 1960-х, щоби вирішити цю проблему, СРСР взяв на озброєння надзвукові протикорабельні ракети, К-10С, Х-22 і П-35.
В інших країнах, розвитку протикорабельних ракет не приділялося особливої уваги. Єдиною країною, крім СРСР, де ПКР активно розроблялися в 1950-х, була Швеція.
Лише з 1960-их років керівництво країн НАТО належним чином оцінило спроможність протикорабельних ракет. Наприкінці 60-х — початку 70-х рр. у країнах Альянсу були створені ПКР «Гарпун» (США), «Екзосет» (Франція), «Отомат» (Італія), а в 1981 році взята на озброєння крилата ракета великої дальності «Томагавк» (США). До цього часу концепція надзвукової крилатої ракети, що йде до цілі на великій висоті, вже зжила себе — попри велику швидкість, вона виявлялася засобами ППО противника на великій відстані і досить легко перехоплювалась. Через це, наголос став робитися на малопомітності ракети: вона повинна була йти на висоті всього кількох метрів понад водою, і таким чином залишатися «невидимою» якомога довше. Однак для надзвукових крилатих ракет така концепція виявилася неприйнятною: надто потужний опір повітря на малій висоті викликав перевитрату пального і знижував радіус дії ракети. Тому в радянських ПКР розробки 70-х — 80-х рр. — П-700 «Граніт» та П-800 «Онікс» була запроваджена змішана схема польоту: більшу частину траєкторії ракета йшла в розріджених шарах атмосфери на висоті 15-20 тис. м, а на остаточній ділянці траєкторії, знижувалась до висоти 20-50 м. Була розроблена і радянська дозвукова ПКР Х-35 зі швидкістю 0,9М і висотою польоту на маршовій ділянці 10-15 м, а на кінцевій ділянці — 4 м.
Для знищення великих надводних кораблів противника, і перш за все, авіаносців, передбачалося використовувати залп з кількох десятків ПКР П-500 «Базальт» і П-700 «Граніт». Ці надзвукові далекобійні ракети з надпотужною БЧ становили основне озброєння важких атомних ракетних крейсерів типу «Кіров», ракетних крейсерів типу «Слава», важкого авіаносного крейсера «Адмірал Кузнєцов» і атомних підводних ракетоносних крейсерів проєкту 949А «Антей».
Перше бойове застосування сучасних протикорабельних ракет морського базування сталося 21 жовтня 1967 року, коли єгипетські ракетні катери типу «Комар» (радянського виробництва катери типу 183-Р) залпом трьох ПКР П-15 «Терміт» уразили та потопили біля Синайського півострову ізраїльський есмінець «Ейлат»
У ході індо-пакистанської війни 1971 року індійські ВМС провели два рейди ракетними катерами типу Оса (радянські ракетні катери типу 205) на пакистанську ВМБ Карачі, де завдали удару протикорабельними ракетами по пакистанських кораблях. У наслідок зухвалих рейдів було знищено або виведено з ладу дві третини пакистанського флоту. Серед втрат були два есмінця, танкер, корабель постачання боєприпасів, близько 12 одиниць допоміжних суден та велика кількість малих катерів та суден. Військово-морська база зазнала великих збитків також. Індуси повернулися без втрат.
Під час війни Судного дня 1973 року у морському бою біля Латакії вперше у військовій історії сталася битва катерів, озброєних протикорабельними ракетами. Ізраїльський флот завдав нищівної поразки сирійським ВМС, не зазнавши втрат, використовуючи ефективні засоби радіоелектронного придушення систем ураження противника. Вже після битви, ізраїльські катери потопили декілька єгипетських кораблів, завоювавши повну перевагу на морі.
Протикорабельні ракети застосовувались обома сторонами у Фолклендській війні. Британський есмінець типу 42 «Шеффілд» був пошкоджений (згодом затонув) протикорабельною ракетою AM39 Exocet, запущеною аргентинським ударним винищувачем «Супер Етендар». Британський контейнеровоз SS Atlantic Conveyor також був потоплений ракетою «Екзосет». Ще один есмінець британського флоту «Гламорган» дістав серйозних пошкоджень від ураження ПКР MM38, запущеного з борту аргентинського есмінця часів Другої світової війни ARA «Секуа» (D-25).
1987 року, американський фрегат КРЗ «Старк» був уражений у Перській затоці французькою ракетою «Екзосет» з іракського винищувача «Міраж» F-1. 15 жовтня 1987 кувейтський танкер під американським прапором «Сі Айсл Сіті» був уражений іранською протикорабельною ракетою китайського виробництва HY-2, коли перебував на якірній стоянці поблизу нафтового терміналу столиці Кувейту.
У квітні 1988 року у відповідь на підрив американського фрегату USS «Семуель Робертс» на іранській морській міні, американці влаштували операцію відплати «Прейінг Мантіс» й атакували два іранські фрегати «Сабалан» та «Саханд», а також нафтові платформи на нафтових полях Сіррі й Сассан. Обидві сторони використовували у морській сутичці протикорабельні ракети. Американські кораблі завдавали ударів по декількох кораблях іранських ВМС, застосовуючи ракети RIM-66 «Стандарт», «Гарпун», AGM-123 Skipper II, а також бомби, що планерують AGM-62 Walleye.
2006 Ліванська Хезболла завдала удару китайською ПКР YJ-83 по ізраїльському корвету INS «Ганіт», спричинивши важкі пошкодження кораблю, проте екіпажу корвета вдалося повернутися до узбережжя Ізраїлю.

### Україна

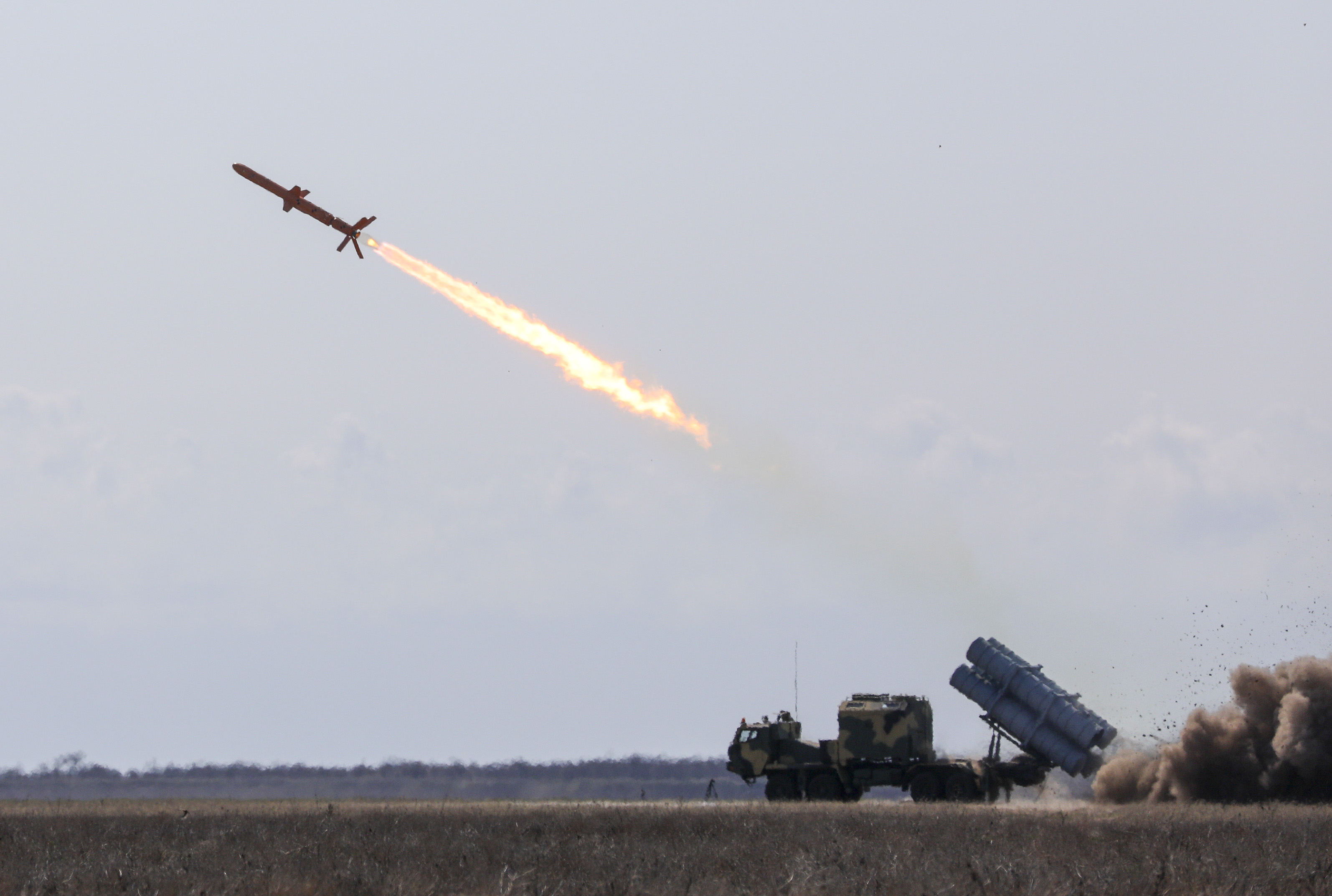
Пуск протикорабельної крилатої ракети «Нептун» під час випробувань

З 2014 року КБ «Луч» та низка підприємств українського оборонно-промислового комплексу вели розробку протикорабельної крилатої ракети (ПКР) «Нептун» та комплексів берегової охорони на її основі.
30 січня 2018 року, відбулися її перші успішні льотні випробування, де був присутній тодішній секретар РНБО України Олександр Турчинов, а вже 5 грудня 2018 року на узбережжі Чорного моря пройшли бойові пуски ПКР «Нептун», під час яких вони успішно вразили ціль на відстані 280 км.
23 серпня 2020 року протикорабельний ракетний комплекс «Нептун» було взято на озброєння.
13 квітня 2022 року, під час російського вторгнення в Україну, вітчизняні ЗМІ повідомили про влучання двох ракет «Нептун» по російському ракетному крейсеру «Москва». Через отримані пошкодження та подальші вибухи боєприпасів на його борту, флагман Чорноморського флоту Російської Федерації, невдовзі затонув.